# Seis Naciones Femenino 2020
El Seis Naciones Femenino 2020, también conocido como 2020 RBS Women's Six Nations patrocinado por Royal Bank of Scotland, fue la 25.ª edición del Campeonato Femenino de las Seis Naciones. Se disputó del 2 de febrero al 8 de marzo, momento en el cual quedó interrumpido por la Pandemia de COVID-19. El torneo se reanudó el 24 de octubre y finalizó el 1 de noviembre, luego que se cancelaran tres encuentros debido a la segunda ola de la pandemia en Europa.

## Participantes
- Escocia
- Francia
- Gales
- Inglaterra
- Irlanda
- Italia

## Clasificación
| Pos. | País       | Partidos | Partidos | Partidos  | Partidos | Anotación | Anotación | Anotación  | Puntos Bonus | Puntos |
| Pos. | País       | Jugados  | Ganados  | Empatados | Perdidos | A favor   | En contra | Diferencia | Puntos Bonus | Puntos |
| ---- | ---------- | -------- | -------- | --------- | -------- | --------- | --------- | ---------- | ------------ | ------ |
| 1    | Inglaterra | 5        | 5        | 0         | 0        | 219       | 20        | +199       | 4            | 24     |
| 2    | Francia    | 4        | 2        | 1         | 1        | 121       | 42        | +79        | 3            | 13     |
| 3    | Irlanda    | 4        | 3        | 0         | 1        | 70        | 60        | +10        | 1            | 13     |
| 4    | Italia     | 4        | 1        | 0         | 3        | 36        | 135       | –99        | 0            | 4      |
| 5    | Escocia    | 3        | 0        | 1         | 2        | 27        | 84        | –57        | 1            | 3      |
| 6    | Gales      | 4        | 0        | 0         | 4        | 34        | 166       | –132       | 1            | 1      |

Nota: Se otorgan 4 puntos al equipo que gane un partido, 2 al que empate y 0 al que pierda
Puntos Bonus: 1 punto por convertir 4 tries o más en un partido y 1 al equipo que pierda por no más de 7 tantos de diferencia
3 puntos extras si un equipo logra el Gran Slam

## Partidos

### Jornada 1
| 2 de febrero de 2020 | Irlanda | 18 - 14 | Escocia | Energia Park, Dublín           |                                |
| 13:00                |         | Reporte |         | Árbitro(s): Aurelie Groizeleau | Árbitro(s): Aurelie Groizeleau |

| 2 de febrero de 2020 | Gales | 15 - 19 | Italia | BT Sport Cardiff Arms Park, Cardiff |                      |
| 13:00                |       | Reporte |        | Árbitro(s): Sara Cox                | Árbitro(s): Sara Cox |

| 2 de febrero de 2020 | Francia | 13 - 19 | Inglaterra | Stade du Hameau, Pau             |                                  |
| 13:30                |         | Reporte |            | Árbitro(s): Aimee Barrett-Theron | Árbitro(s): Aimee Barrett-Theron |

### Jornada 2
| 8 de febrero de 2020 | Francia | 45 - 10 | Italia | Stade Beaublanc, Limoges    |                             |
| 20:00                |         | Reporte |        | Árbitro(s): Hollie Davidson | Árbitro(s): Hollie Davidson |

| 9 de febrero de 2020 | Irlanda | 31 - 12 | Gales | Energia Park, Dublín             |                                  |
| 13:00                |         | Reporte |       | Árbitro(s): Aimee Barrett-Theron | Árbitro(s): Aimee Barrett-Theron |

| 10 de febrero de 2020 | Escocia | 0 - 53  | Inglaterra | BT Murrayfield Stadium, Edimburgo |                            |
| 13:30                 |         | Reporte |            | Árbitro(s): Clara Munarini        | Árbitro(s): Clara Munarini |

### Jornada 3
| 23 de febrero de 2020 | Gales | 0 - 50  | Francia | BT Sport Cardiff Arms Park, Cardiff |                             |
| 12:00                 |       | Reporte |         | Árbitro(s): Nikki O'Donnell         | Árbitro(s): Nikki O'Donnell |

| 23 de febrero de 2020 | Inglaterra | 27 - 0  | Irlanda | Castle Park, Doncaster      |                             |
| 12:45                 |            | Reporte |         | Árbitro(s): Hollie Davidson | Árbitro(s): Hollie Davidson |

| 6 de diciembre de 2020 | Italia | Cancelado | Escocia | Stadio Giovanni Mari, Legnano |  |
| |        |           |         | Árbitro(s): Joy Neville       |  |
| El partido entre Italia y Escocia inicialmente se iba a disputar el 23 de febrero, pero fue pospuesto debido a la pandemia de coronavirus. |        |           |         |                               |  |

### Jornada 4
| 7 de marzo de 2020 | Inglaterra | 66 - 7  | Gales | Twickenham Stoop, Londres   |                             |
| 12:05              |            | Reporte |       | Árbitro(s): Amber McLachlan | Árbitro(s): Amber McLachlan |

| 24 de octubre de 2020 | Irlanda | 21 - 7  | Italia | Donnybrook Stadium, Dublín |  |
| |         | Reporte |        |                            |  |
| El partido entre Irlanda e Italia inicialmente se iba a disputar el 8 de marzo, pero fue pospuesto debido a la pandemia de coronavirus. |         |         |        |                            |  |

| 25 de octubre de 2020 | Escocia | 13 - 13 | Francia | Scotstoun Stadium, Glasgow |  |
| |         | Reporte |         |                            |  |
| El partido entre Escocia y Francia inicialmente se iba a disputar el 8 de marzo, pero fue pospuesto debido a la pandemia de coronavirus. |         |         |         |                            |  |

### Jornada 5
| 1 de noviembre de 2020 | Francia | Cancelado | Irlanda | Stadium Lille Métropole, Villeneuve-d'Ascq |  |
| |         | Reporte   |         |                                            |  |
| El partido entre Francia e Irlanda inicialmente se iba a disputar el 15 de marzo, pero fue pospuesto debido a la pandemia de coronavirus. |         |           |         |                                            |  |

| 1 de noviembre de 2020 | Italia | 0 - 54  | Inglaterra | Stadio Plebiscito, Padua |  |
| |        | Reporte |            |                          |  |
| El partido entre Italia e Inglaterra inicialmente se iba a disputar el 15 de marzo, pero fue pospuesto debido a la pandemia de coronavirus. |        |         |            |                          |  |

| 1 de noviembre de 2020 | Gales | Cancelado | Escocia | Cardiff City Stadium, Cardiff |  |
| |       | Reporte   |         |                               |  |
| El partido entre Gales y Escocia inicialmente se iba a disputar el 15 de marzo, pero fue pospuesto debido a la pandemia de coronavirus. |       |           |         |                               |  |

| Bandera de Inglaterra |
| Campeón Inglaterra    |
| Décimo sexto título   |